# تاريخ طرابلس (لبنان)

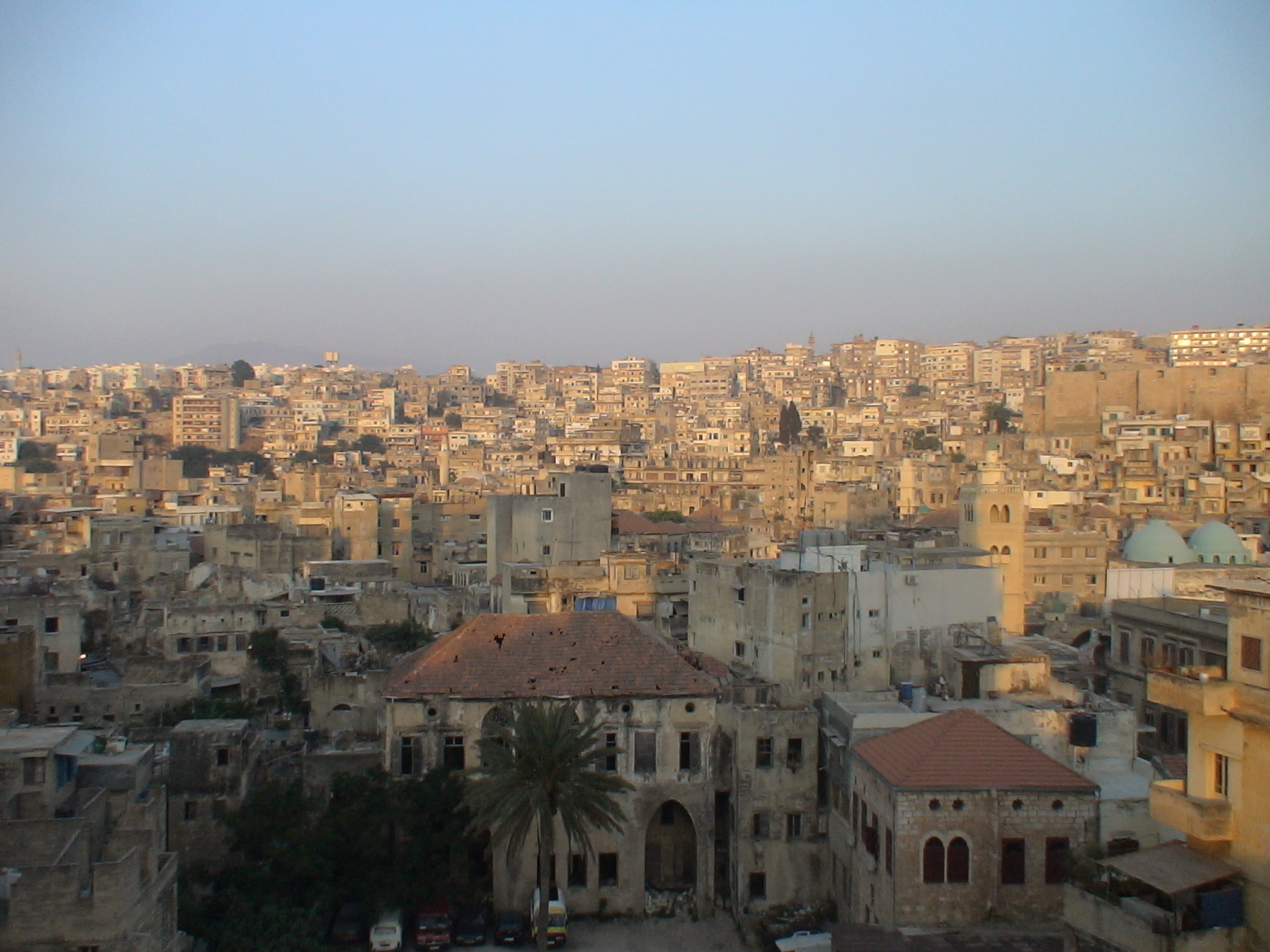
طرابلس القديمة

مدينة طرابلس (لبنان) أسسها الفينيقيون في القرن الثامن قبل الميلاد، وأصبحت فيما بعد عاصمة للاتحاد الفيدرالي الفينيقي. وازدهرت المدينة في عصر السلوقيين والرومان. فتحها العرب سنة 17هـ/638م.

## التأسيس
أسس الفينيقيون مدينة طرابلس، في وسط ساحل البحر الأبيض المتوسط، بين مملكة أوغاريت شمالاً، ومملكة صور جنوباً، على طول الشاطئ الشمالي، والشمالي الشرقي لشبه جزيرة الميناء، وعلى بعض الجزر البحرية القريبة، في فترة سبقت القرن الثامن قبل الميلاد وفي زمن غير معروف على وجه الدقة.
وتؤكد المصادر التاريخية والتنقيبات الأثرية وجود طرابلس منذ ستة عشر قرناً، ولا يمكن متابعة تاريخ طرابلس بدقة قبل أحد عشر قرناً. في ذلك الحين كانت طرابلس عاصمة الفينيقيين، حيث أسّسوا فيها أوّل اتّحاد لدويلات صيدا، وصور، وأرواد، وبذلك يمكن اعتبار طرابلس أوّل اتّحادٍ أممي في التاريخ.

## الميزات وتطور طرابلس
يتميّز ساحل طرابلس بمجموعة من التشكيلات الجغرافية التي يمكن استعمالها كموانئ للسفن والمراكب، ويتميّز أيضاً بوجود مجموعة من الجزر، هي الوحيدة في لبنان، وقد لعبت تلك الجزر دوراً هاماً في السيطرة على الطرق العسكرية والتجارية في المنطقة. ففي العصر الهيليني، وبالتحديد في ظلّ حكم خلفاء الإسكندر الأكبر، لعبت طرابلس دور قاعدة بحرية كبيرة وذات استقلالية نسبية. أمّا في العصر الروماني، بلغت المدينة أوج تطورها واحتوت على العديد من المعالم الهامّة. ودّمرت طرابلس في العام 551 خلال العهد البيزنطي وذلك بفعل زلزال مدمّر أدّى إلى انقضاض البحر عليها.
عادت طرابلس للعب دوراً هاماً كقاعدة عسكرية ابتداءً من العام 635 خلال العصر الأموي. وفي العصر الفاطمي، تميّزت طرابلس بحكم ذاتي مستقّل وأصبحت مركزاً للعلم لا مثيل له في المنطقة. وفي بداية القرن الثاني عشر، حوصرت طرابلس ثمّ سقطت بيد الإفرنج الصليبيين في العام 1109. تضررت معظم معالم المدينة بشكل كبير، وبخاصة مكتبتها المعروفة باسم «دار العلم» والتي كانت تضم في كنفاتها ثلاثة ملايين مخطوط وكانت تنافس في غناها مكتبة بغداد.
وقد وصفها الشريف الإدريسي في كتابه «نزهة المشتاق في اختراق الآفاق» بقوله:
| تاريخ طرابلس (لبنان) | «طرابلس مدينة بالشام عظيمة ، عليها سور صخر منيع، ولها رساتيق (جمع رستاق وهي القرى والمقاطعات) وأكوار (جمع كورة)، وضياع جليلة، وبها من شجر الزيتون، والكروم، وقصب السكر، وأنواع الفواكه، وضروب الغلات الشيء الكثير، والوارد والصادر إليها كثير، والبحر محدق بها من ثلاثة أوجه، وهي معقل من معاقل الشام، وتقصد بضروب الغلات ، والأمتعة والتجارات، وتضاف إليها عدة قلاع، وحصون داخلة في أعمالها، وحوالي مدينتها أشجار الزيتون». | تاريخ طرابلس (لبنان) |

## حكم بني عمار
حكم بني عمار طرابلس (لبنان) في القرن الحادي عشر.

## العصر الصليبي
- حصار طرابلس

وفي عام 81هـ/700م استولى عليها الصليبيون بعد أن دمرت تماماً.
وفي العهد الصليبي، أصبحت مدينة طرابلس عاصمة كونتية طرابلس.
ثم استرجعها منهم العرب المسلمون في عهد السلطان قلاوون عام 503هـ/ 1109م، وأعيد بناؤها وترميمها من جديد، ولكنها في عام 688هـ/1289م دُمِّرت ثانية أثناء صراعها مع المصريين، وبعدها خضعت المدينة للعثمانيين، ومن ثم لسلطات الانتداب الفرنسي والذي استمر حتى حصول لبنان على استقلاله عام 1943م في عهد الرئيس بشارة الخوري.

## وصف أبن بطوطة
ووصفها ابن بطوطة المتوفى عام 779هـ في رحلته المسماة «تحفة النظار في غرائب الأمصار وعجائب الأسفار»، بقوله:
| تاريخ طرابلس (لبنان) | «هي إحدى قواعد الشام، وبلدانها الضخام، تخترقها الأنهار، وتحفها البساتين والأشجار، ويكنفها البحر بمرافقه العميمة، والبر بخيراته المقيمة، ولها الأسواق العجيبة، والمسارح الخصيبة، والبحر على ميلين منها، وهي حديثة البناء، وأما طرابلس القديمة فكانت على ضفة البحر، وتملكها الروم زماناً، فلما استرجعها الظاهر بيبرس خربت، واتخذت هذه الحديثة وبهذه المدينة نحو أربعين من أمراء الأتراك. | تاريخ طرابلس (لبنان) |

## العصر المملوكي الذهبي

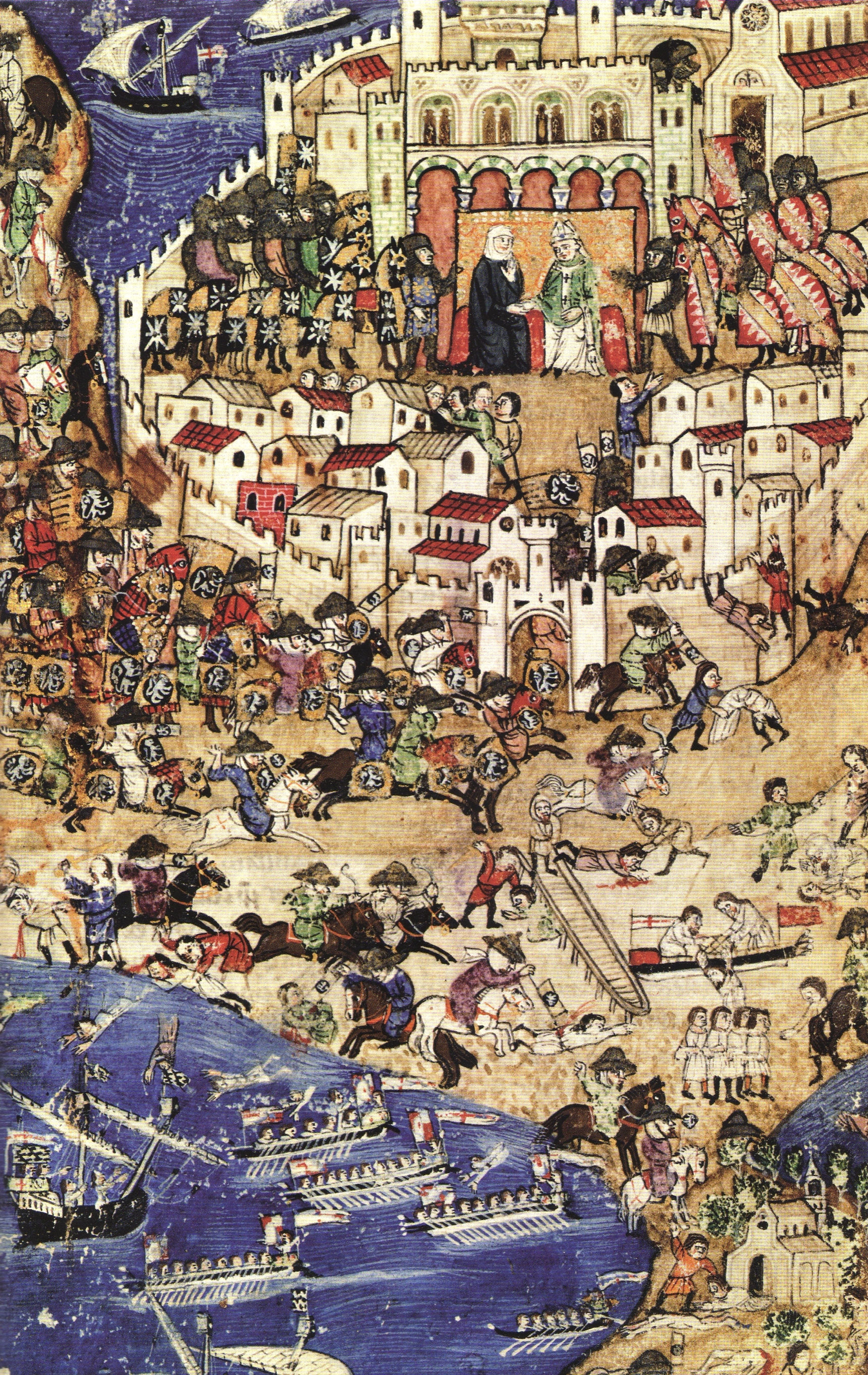
لوحة تمثل سقوط طرابلس الصليبية بيد المماليك

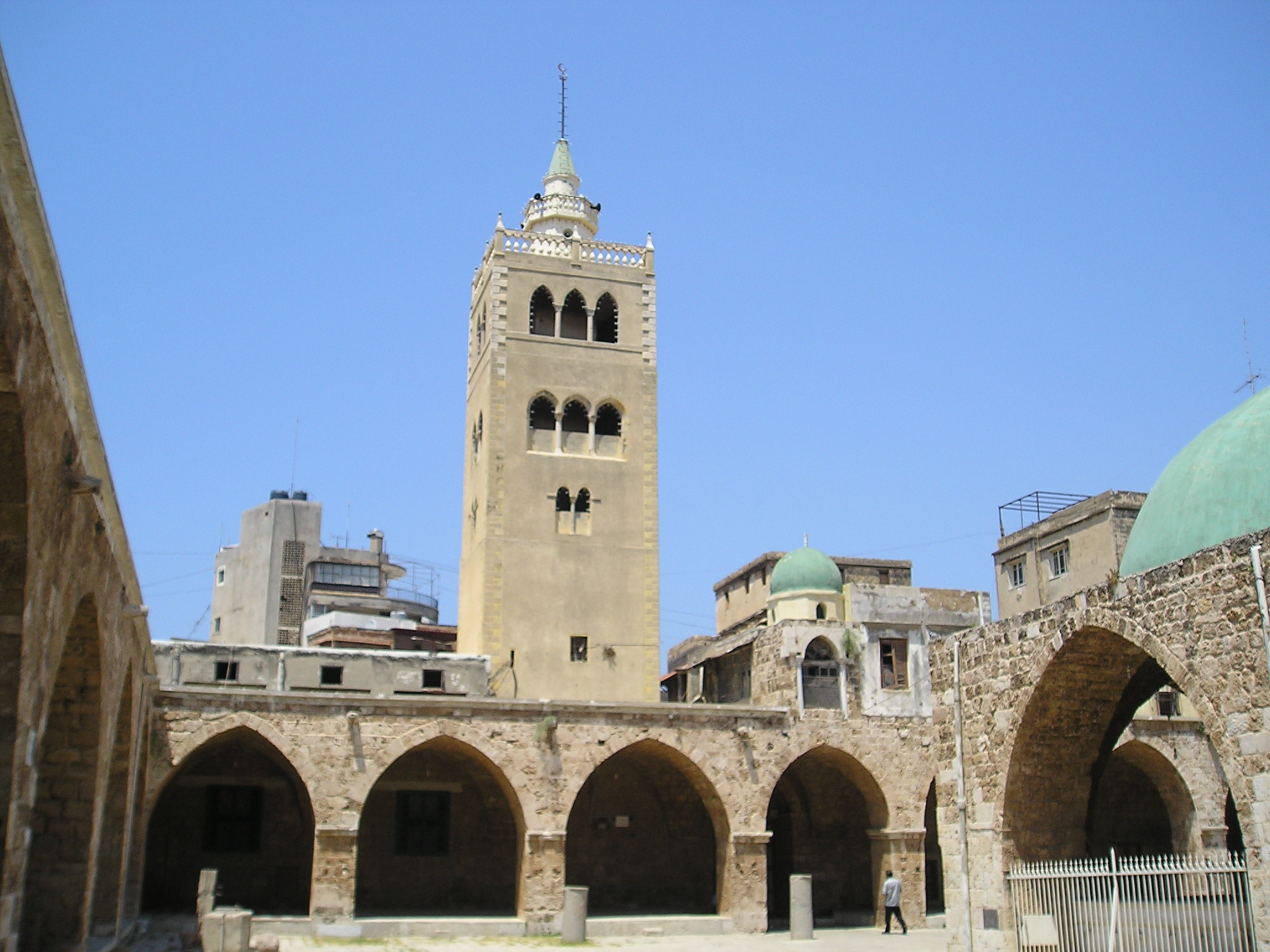
الجامع المنصوري الكبير

في العام 1289، فُتحت طرابلس على يد سلطان المماليك الأشرف خليل بن قلاوون، الذي أعطى أوامره بهدم المدينة القديمة، والتي كانت تقع فيما يعرف حاضراً باسم الميناء، وبنائها من جديد في السهل المنبسط تحت قلعة طرابلس. واتخذها سلاطين المماليك طوال قرنين وربع القرن من الزمان عاصمة لنيابة السلطنة، فأصبحت عاصمة المماليك في بلاد الشام والمدينة الثانية أهمية بعد القاهرة.
وأقيمت فيها عشرات المساجد والمدارس، والزوايا، والتكايا، والخوانق، والرُّبط، والحمّامات، والخانات، والقياسر، والطواحين، ومن أشهر معالمها: الجامع المنصوري الكبير، وجامع التوبة، وجامع العطار، والبرطاسي، والسيد عبد الواحد المكناسي، وطينال، والمدرسة القرطاوية، والشمسية، والنورية، والناصرية، والخانوتية، والسقرقية، والطواشية، والخيرية حُسْن، والعجمية، والحمصية، والقادرية، والحججية، والظاهرية، ومن خاناتها: خان الحريريين، والمصريين، والعسكر، والصاغة (الصابون)، والتماثيلي (بالميناء)، ومن حمّاماتها: حمام الحاجب، وعزّ الدين الموصلي، والنوري، والعطار، والدوادار، وغيره. وأقيمت لها عدة بوابات في مختلف الاتجاهات، وتشعّبت حاراتها ودروبها وأزقّتها الملتوية والممتدّة تحت عقود الدّور والمنازل التي توفّر لها حماية ذاتيّة بحيث تحوّلت في معظمها إلى سراديب ودهاليز وساباطات سريّة لا يعرف السيّر فيها إلاّ أهلها، بمعنى أن بناءها وخِططها كانت عسكرية دفاعية حسب مقتضيات ذلك العصر، وأقيم على امتداد ساحلها من رأس الميناء إلى رأس النهر ستة أبراج حربية للمرابطة فيها، هي: برج الأمير أيتمش، وبرج الأمير جُلُبّان، وطرباي (الشيخ عفّان)، والأمير الأحمدي (الفاخورة)، والأمير برسباي (المعروف بالسباع)، وبرج السلطان قايتباي (المعروف ببرج رأس النهر)، وللدفاع عن المدينة إذا دهمها العدوّ. كما جرى ترميم الحصن الذي أسّسه "
ابن مجيب الأزدي"، وأعاد بناءه "ريمون دي سان جيل"، وحوّله نائب السلطنة "سيف الدين أسندمر الكرجي" إلى قلعة كبيرة.

## العصر العثماني

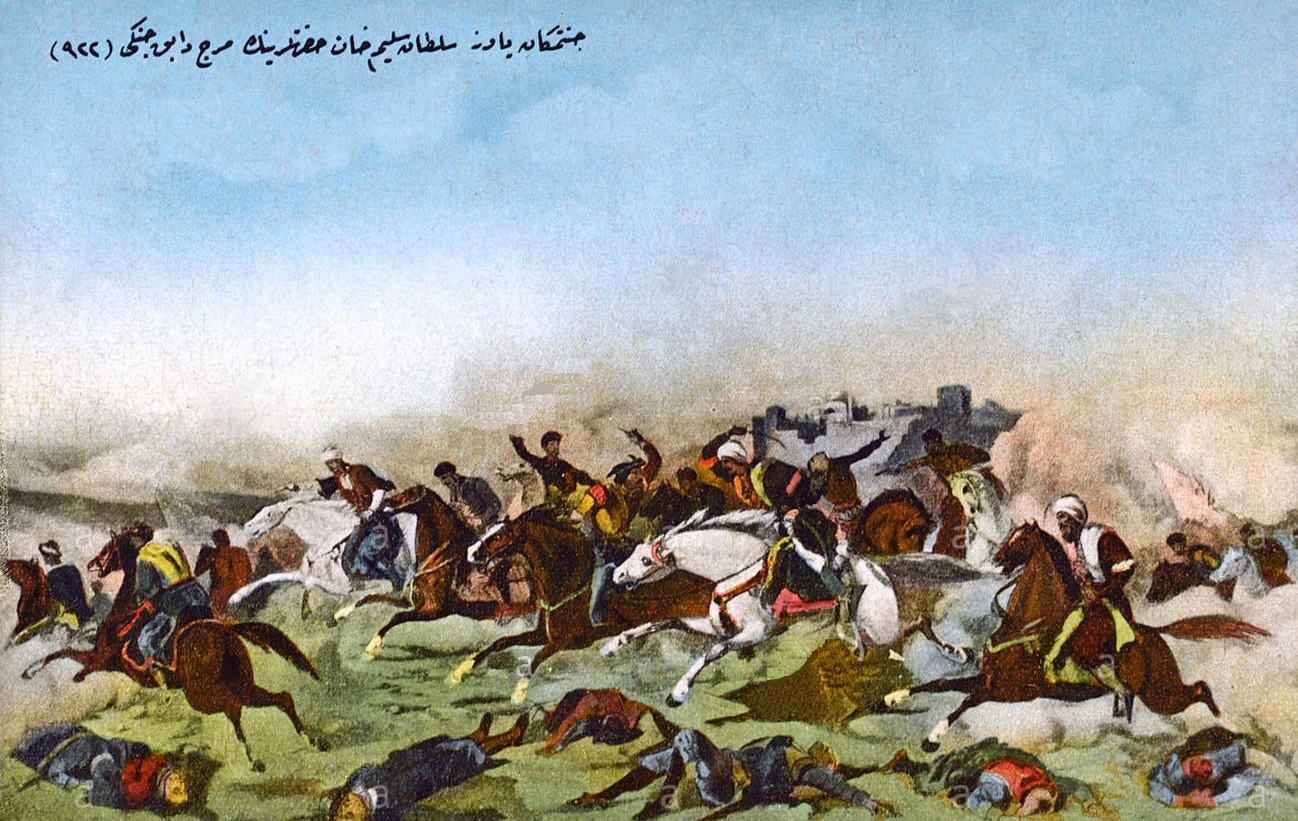

ودخلت طرابلس تحت السيادة العثمانية حين انتصر الأتراك على المماليك في «معركة مرج دابق» سنة 922 هـ/ 1516 م. وأبقوا على النظام المتّبع فيها بتعيين الكُفّال والنوّاب لبضع سنوات، إلى أن أصبحت تؤجّر للإقطاعيين الذين ينيبون عنهم من يتولّى حكمها وذلك اعتباراً من سنة 928 هـ/ 1522 م.
وأوجد العثمانيون عدّة مناطق سكنية جديدة أحاطت بمدينة المماليك، فازدادت عمراناً واتساعاً، وتضاعف عدد مساجدها ومدارسها وزواياها وتكاياها وحمّاماتها وخاناتها، حتى بلغ ما فيها 44 خاناً، وتجاورت المساجد والمدارس، بل تلاصقت، وكثر عددها بشكل يثير العجب، حتى أنّ المدرسة كانت تفصلها عن المدرسة القريبة منها مدرسة أخرى مجاورة، وبلغ عددها قبل ثلاثمائة سنة ونيّف أكثر من ثلاثمائة وستين مسجداً ومدرسة، على عدد أيام السنة. ومن المعالم العثمانية: تكية الدراويش المولوية، وحمّام العظم (الجديد)، وجامع محمود بك السنجق، وجامع محمود لطفي الزعيم (المعلّق)، والجامع الحميدي، وسبيل الباشا الوزير محمد باشا، وسبيل الزاهد، والتكية القادرية، وساعة التل. وأعادوا بناء القلعة والأبراج والحصون الساحلية والبوّابات. واستعادت الميناء (طرابلس القديمة) دورها التجاري، فكثُرت فيها القُنصليات الأوروبية، وأقيمت الوكالات والمخازن الضخام لإستيعاب المنتجات والبضائع الصادرة والواردة من القطن، والسكر، والصابون، والقماش، والفواكه، والثمار، والعطور، والجلود، والحبوب، وغيره.

ويُعتبر عهد الأتراك في طرابلس أطول العهود الإسلامية التي خضعت لسيادتها، حيث امتدّ حكمهم نحو نيّفٍ وأربعة قرون، باستثناء ثماني سنوات خضعت فيها للحكم المصري حين دخلها «إبراهيم باشا» ابن محمد علي الكبير سنة 1832 م. واتخذها قاعدة عسكرية أثناء حملته على بلاد الشام وأقام فيها. وعادت إلى الأتراك العثمانيين بعد جلاء المصريين عنها سنة 1840 م. ثم خضعت للانتداب الفرنسي سنة 1918 م. فكانت «ساعة التل» آخر ما تركه العثمانيون من آثار في طرابلس.

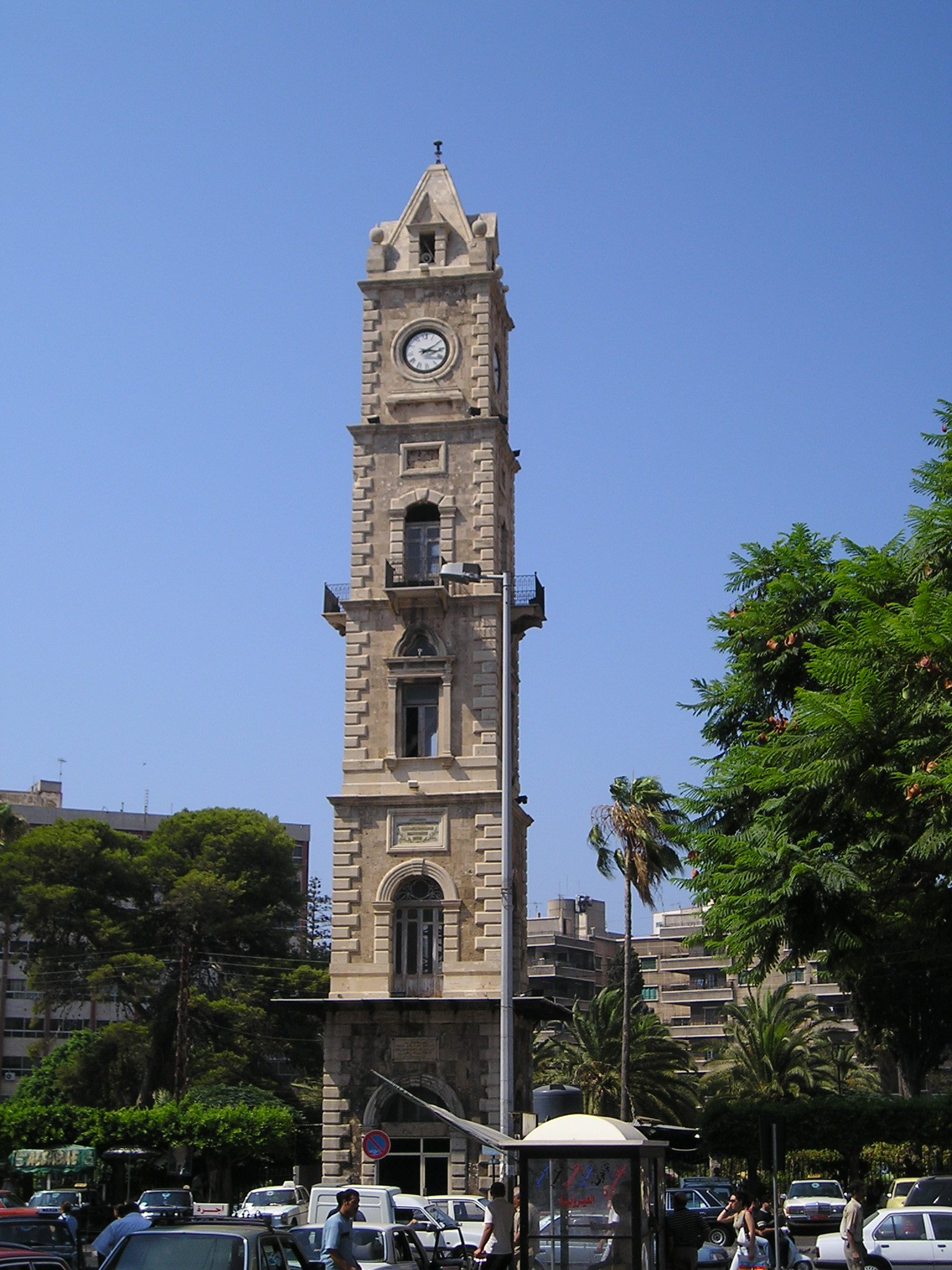
ساعة التل، هدية السلطان عبد الحميد إلى الطرابلسيين

وأميرها طيلان الحاجب المعروف بملك الأمراء، ومسكنه بالدار المعروفة بدار السعادة، ومن عوائده أن يركب في كل يوم اثنين وخميس ويركب معه الأمراء والعساكر، ويخرج إلى ظاهر المدينة، فإذا عاد إليها، وقارب الوصول إلى منزله، ترجل الأمراء، ونزلوا عن دوابهم، ومشوا بين يديه، حتى يدخل منزله، وينصرفون وتضرب الطبلخانة عند دار كل أمير منهم بعد صلاة المغرب من كل يوم، وتوقد المشاعل. وممن كان بها من الأعلام كاتب السر بهاء الدين بن غانم أحد الفضلاء الحسباء معروف بالسخاء والكرم، وأخوه حسام الدين هو شيخ القدس الشريف، وقد ذكرناه، وأخوهما علاء الدين كاتب السر بدمشق ، ومنهم وكيل بيت المال قوام الدين بن مكين من أكابر الرجال، ومنهم قاضي قضاتها شمس الدين بن النقيب من أعلام علماء الشام. وبهذه المدينة حمامات حسان منها حمام القاضي القرمي، وحمام سندمور».
ووصفها الرحالة رمضان بن موسى العطيفي الدمشقي المتوفى عام 1095هـ. في «رحلته إلى طرابلس الشام» بقوله: «هي بلدة لطيفة، ماؤها كثير، ورزقها غزير، جميع بنائها بالحجر، ليس فيها شيء من الخشب، حتى كادت أن تكون كلها قطعة واحدة، يشقها نهر عظيم، على حافتيه من الجانبين، الجوامع، والمدارس، والقصور، والشبابيك، وهذا النهر غير نهر السُقيا لبيوتها وحماماتها، والماء فيها يصعد إلى أعلى مكان، ولها قلعة في طرفها على جبل مطل عليها».
وقال عنها المؤرخ ابن الأثير المتوفى عام 630 هجرية في كتابه «الكامل في التاريخ»: «وكانت طرابلس- أي في عصر بني عمار- من أعظم بلاد الإسلام وأكثرها تجملاً وثروة».

## الاسم القديم لمدينة طرابلس
لا بد أن تكون كلمة «طرابلس» باليونانية بالإنجليزية (Tripoli)، قد جاءت متأخرة عن زمن إنشائها، وقد أكد العلامة جايمس حسبما نقل عنه الفيكونت فيليب دي طرازي في كتاب «أصدق ما كان عن تاريخ لبنان»: أن المكدونيين هم الذين أطلقوا عليها اسم «طرابلس» الذي هو مزيج من كلمتي (Tri) أي ثلاثة و (Poli) أي مدن، إشارة إلى مدن ثلاث كانت قائمة في نفس موقعها تلك الأيام.
على أن «سايس» الإنكليزي تبنى رأي العلامة الألماني «دالتزش» الذي يؤكد بأن المدينة القديمة ذات الأحياء الثلاثة، التي عرفت فيما بعد باسم «طرابلس» ليست سوى: كايزا، ومايزا، ومخلات.
ولقد بنى «دالتزش» رأيه على ما وجده الأثريون في الحقبة الأخيرة، وهو عبارة عن أعمدة ثلاثة نقش عليها 389 سطراً بالقلم المسماري، واللغة الآشورية، جاء فيها على لسان الفاتح الآشوري «آشور نصر بعل» ما يلي:
«يومئذ حللت لبنان، وإلى البحر العظيم بحر فنيقية صعدت، وعند البحر العظيم، علقت سلاحي، ونحرت الجزور للأرباب!!، وأخذت الجزية من ملوك سواحل البحر، والصوريين، والصيداويين، والجبيليين، والمخالاتيين، والكايزيين، والمايزيين، والفنيقيين، ومن أهل أرواد الذين في وسط البحر، فضة، وذهباً، ورصاصاً، ونحاساً، وصحاف نحاس، وملابس شتى، وثياب كتان وصولجانات كباراً، وصغاراً، وخشب «أوزو»، ومقاعد من العاج وسلاحف بحرية، كل ذلك، أخذت جزية، وقد قبلوا رجلي، وإلى جبال «خماني» صعدت، وجسوراً قطعت، ونحرت الذبائح لآلهتي، ونصبت نصباً لأعمالي الحربية».
ويقول المؤرخ جرجي يني في «مجلة المباحث» بعد أن نقل هذا النص: «وجرياً على خطة إطلاق أسماء المدن على سكانها، استنتجنا أن «المخالاتيين» و«المايزيين» و«الكايزيين» هم أهل مدن كانت تسمى مخالات ومايزا وكايزا.
على أننا لا ندري أين موضع هذه المدن من الساحل أو جواره، وإنما آثر العلامة «دالتزش» الألماني أن تكون هذه المدن الثلاث على مقربة بعضها من بعض، في الموضع الذي عرف فيما بعد باسم (تريبولي Tripoli) وكان العلامة سايس صادق على هذا الرأي، فأدرجه في كتابه واستشهد به».
وعلى النقيض من هذا الرأي يرى الأستاذ أنيس فريحة تحت مادتي طرابلس وتربل في كتابه «أسماء المدن والقرى اللبنانية»: «أن لطرابلس اسماً فينيقياً هو «تربيل» انحداراً من لفظة «تربل»، وهو الجبل الواقع في سفح طرابلس ، وأنه لا داعي لأن يكون الاسم إغريقياً، لأن طرابلس أقدم من الإغريق، فلها إذن اسم أقدم من مقدم الإغريق، ويرجح أن يكون الاسم تربل هو جبل الإله بيل ثم أضاف إليه الإغريق اللاحقة الإغريقية (S) التي تلحق بأسمائهم فأصبح (تربليس).
أقول: وقد رأيت في مخطوطة «الأنساب المشجرة» المحفوظة في مكتبة الشيخ الإمام محمد حسين آل كاشف الغطاء تسمية طرابلس بطربليس= تربليس، أثناء الكلام عن ذرية السيد أبي الفاتك الحسني التي كانت منتشرة في ربوع طرابلس في العصر الفاطمي، وهي مخطوطة منقولة عن أصول قديمة ترقى إلى القرن الخامس الهجري».
وذهب المؤرخ طه الولي إلى أن كلمة طرابلس فينيقية الأصل، ومركبة من كلمتي «تراب» و«إيل» أي تراب الله، وبمعنى آخر أرض الله، كقولنا في اسم مدينة «جبيل» الواقعة إلى الجنوب من مدينة طرابلس، التي أصلها مركب من كلمتي «جب» أي معبد، ثم «إيل» أي الإله، أي معبد الله، مع العلم بأن (إيل) الفينيقية هي نفس كلمة (الله) العربية ونفس كلمة (هيليو) اليونانية. ويضيف المؤرخ طه الولي بأنه إذا اعتبرنا كلمة طرابلس مؤلفة من كلمتين فينيقيتين، فإنه بالتالي نستبعد أن تكون هذه الكلمة يونانية.
والمؤرخ فيليب حتي، يرى أن اسم طرابلس القديم هو (أثار) كما ورد على قطعة نقود محلية تعود إلى سنة 189-188 ق.م. وقد تابعه على هذا الرأي المؤرخ بروس كوندي في كتابه .(Tripoli of Lebanon)
أما المؤرخ جواد بولس، فقد ذكر في كتابه القيِّم الذي ألَّفه بالفرنسية في خمسة أجزاء تحت عنوان «تاريخ وحضارات الشرق الأدنى» أن طرابلس قديماً كانت تسمى «وهلية» وقد صادف هذا الاسم القديم أثناء مطالعاته التاريخية، ولم يزد على هذا بأي شرح أو تعليق، ولم يبيِّن مصدر معلومته هذه.

## ألقاب طرابلس قديماً وحديثاً
عرفت طرابلس على مدى العصور بالعديد من الألقاب التي أطلقها عليها أهلها وحكامها وسيتم ذكرها تباعاً وفق ترتيبها الزمني:

### في العصر الفينيقي
في العصر الفنيقي لقبت طرابلس بـ «متروبول فنيقيا» وبـ «دار الندوة» وبـ «دار الشورى» عندما أصبحت مقراً للاتحاد الفينيقي الذي ضم المدن الثلاث الممثلة لمدن فينيقيا الكبرى: صور، وصيدا، وأرواد التي رأت ضرورة لإقامة مقر لهذا الاتحاد للتداول فيما بينهم بشؤون إدارتهم المحلية، وعلاقتهم مع الدول التي تحكمهم، وفي العام 352-351 ق.م انعقد مؤتمر في طرابلس تقرر فيه ضرورة المحافظة على استقلال مدنهم، ورفع راية الثورة ضد الهيمنة الفارسية.

### في عصر صدر الإسلام
استحقت طرابلس أن توصف بأرض الرباط لأنها تشرفت باستقبال أعيان الصحابة والتابعين الذين رابطوا فيها وفي محيطها وفي مقدمتهم ابن عم رسول الله (ص) الصحابي الجليل عبد الله بن جعفر بن أبي طالب الملقب بالطيار القرشي الهاشمي (رض).

### في العصر الأموي: الفيحاء الصغرى
استحقت طرابلس في العصر الاموي لقب الفيحاء الصغرى لأنها كانت تحاكي بجمال موقعها، وتقاليد أهلها، مدينة دمشق، ولأنها كانت محل رعاية الحكام، وعناية الولاة، حيث كانت آنذاك قاعدة بحرية، ودار صناعة لتوافر أخشاب الأرز اللبناني، وذلك في عهد معاوية بن أبي سفيان، ومن خلفه من بنيه ومن بني مروان، وفيها بنى معاوية أسطوله العظيم الذي انتصر فيه على البيزنطيين في «معركة ذات الصواري».
وبعد العام 969م تلقت طرابلس دفعاً جديداً عندما بدأ الفاطميون بتطويرها لتصبح مضاهية لمدن الداخل الكبرى، بين جميع مرافئ بلاد الشام، وفي ذلك يقول المؤرخ الدكتور كمال الصليبي: «كانت طرابلس الثغر الوحيد الممكن الوصول إليه بالسهولة ذاتها أكان ذلك من الأجزاء الشمالية أو الجنوبية للبلاد، فمن طرابلس، كانت طريق حلب تمر عبر حمص، والطريق إلى دمشق تمر في بعلبك، وكان بالإمكان بلوغ طرابلس بسهولة من مصر بحراً، ومن فلسطين عن طريق الساحل، لاشك أن ذلك كان السبب في اختيار الفاطميين لها كقاعدة رئيسية لعملياتهم السياسية والعسكرية في بلاد الشام».

### في العصر الفاطمي
في العصر الفاطمي لقبت طرابلس بـ «دار العلم»، لأنها تبوأت مركز الصدارة العلمية في بلاد الشام في عهد بني عمار بحسب رأي المستشرق «فان برشم»، ولذلك يقول المؤرخ ابن فضل الله العمري في تاريخه المسمى «مسالك الأبصار» إن طرابلس كانت تسمى قديماً بـ«دار العلم»، وقال الشاعر شهاب الدين محمود كاتب الدرج بالقاهرة وهو يمدح السلطان المنصور قلاوون، ويهنئه بفتح طرابلس:
وكانت بدار العلم تعرف قبلها
فمن أجل ذا للسيف في نظمها نثر
كان يوجد في طرابلس كثير من كتب العرب، والعجم، واليونان، وكان هناك كثير ممن يثابرون على استنساخ المصنفات الثمينة، ويروي المؤرخ العربي ابن أبي طي أن عدد هذه الكتب كان أكثر من ثلاثة ملايين كتاب، وعلى رواية أخرى إنها كانت مئة ألف، وصاحب هذه المكتبة، القاضي أبو الحسن طالب (بن عمار)، كان المتولي على طرابلس، وقد الف كثيراً من الكتب النفيسة، وكان يرسل المراسلات إلى أقطار البلاد، ويبذل الأثمان الباهظة، ويجلب الكتب النادرة لهذه المكتبة، وما من مؤرخ عربي إلا وكتب، وبحث بملء الأسف عن ضياع تلك المكتبة الفظيع، أما متصلبو المستشرقين الذين كتبوا تاريخ الصليبيين، فلم نرهم يبحثون عن مكتبة طرابلس البتة، ذلك ليستروا عن الإفرنج ذلك التجاوز الذي لا يمكن تلافيه.
وقال مسند العصر الإمام الحافظ السيد عبدالحي الكتاني الإدريسي الحسني في كتابه «تاريخ المكتبات الإسلامية ومن ألف في الكتب» ما نصه: «وفي أواخر دولة الفاطميين كان بطرابلس الشام خزانة كتب تعرف بدار العلم، قال الشيخ يحيى بن أبي طي حميد النجار الغساني الحلبي فيما نقله عنه ابن الفرات في تاريخه: لم يكن في جميع البلاد مثلها حسناً، وكثرة، وجودة.
وقال: حدثني أبي قال: حدثني شيخ من طرابلس قال: كنت مع فخر الملك بن عمار صاحب طرابلس وهو في شيزر، وقد وصله أخذ طرابلس (الذين أخذوها إذ ذاك عسكر الصليبيين) فأغمي عليه وأفاق ودموعه متتتابعة، وقال: والله ما أسفي على شيء كأسفي على دار العلم، فإن فيها ثلاثة آلاف ألف كتاب، كلها في علم الدين، والقرآن، والحديث، والأدب. وقال: إن بها خمسين ألف مصحف، وفيها عشرين ألف تفسير لكتاب الله.
قال ابن أبي طيء: قال أبي: وكانت هذه دار العلم من عجائب الدنيا، وكان بني عمار قد عنوا بها العناية العظيمة، كان فيها مئة وثمانون ناسخاً ينسخون بالجراية والجامكية (الجامكية: بالفارسية أي مرتبات النساخ)، منهم ثلاثون نفساً لا يفارقونها ليلاً ولا نهاراً، وكان لهم في جميع البلاد من يشتري لهم الكتب المنتخبة، قال: ولما دخل الإفرنج إلى طرابلس أحرقوا دار العلم، وكان السبب في ذلك أن بعض القسس لما رأى تلك الكتب هالته، واتفق انه وقع في خزانة المصاحف فمد يده إلى مجلد فإذا هو مصحف، ثم إلى آخر فرآه كذلك، ثم إلى آخر فوجده مصحفاً حتى عدد عشرين مصحفاً، ثم قال: كل ما في هذه الدار فهو قرآن المسلمين، فلذلك أحرقوها، وتخطف الإفرنج أشياء من الكتب، وهي خرجت إلى بلاد غير المسلمين».